# 考日姆

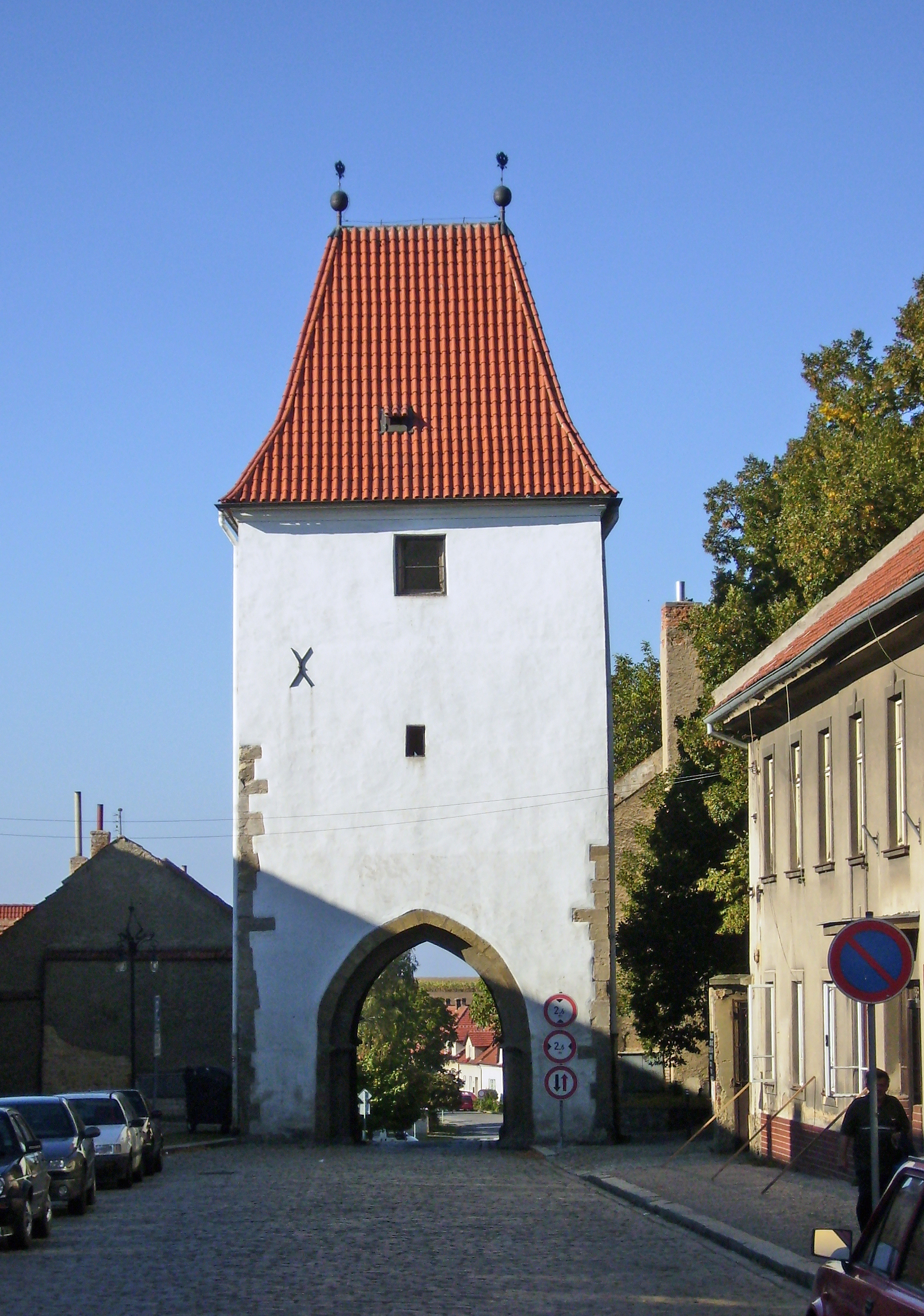

考日姆是捷克的城鎮，位於該國中部，距離首都布拉格45公里，由中波希米亞州負責管轄，始建於七世紀，面積1.44平方公里，海拔高度268米，2011年人口1,842。

## 外部連結
- Official website （页面存档备份，存于）
- Unofficial portal